# St. Leon-Rot

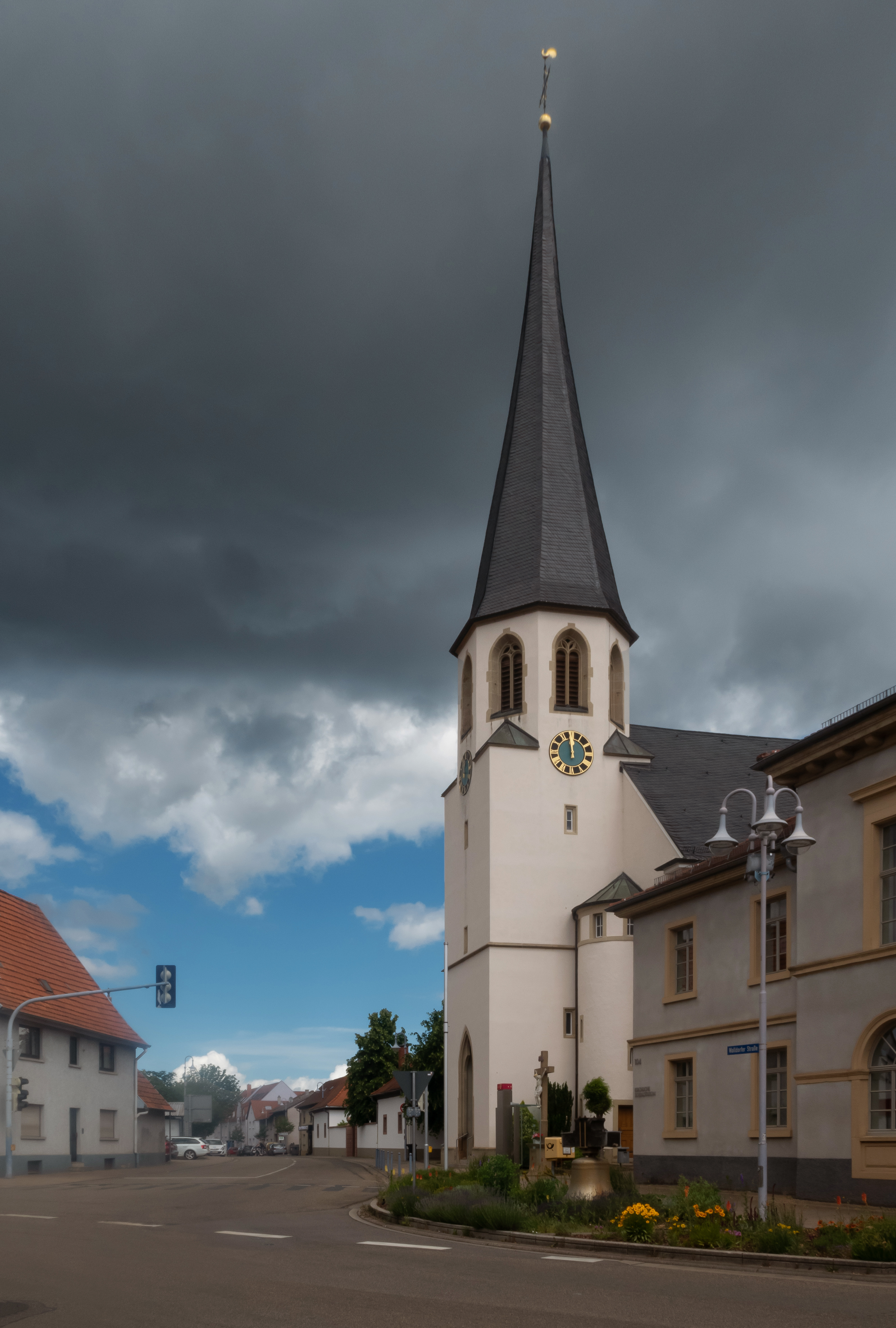
Sankt Leon-Rot, la iglesia (Sankt-Mauritiuskirche)

St. Leon-Rot es un municipio situado en el distrito de Rin-Neckar, en el estado federado de Baden-Wurtemberg (Alemania). Tiene una población estimada, a fines de 2020, de 13 771 habitantes.
Está ubicado al noroeste del estado, en la región de Karlsruhe, cerca de las ciudades de Heidelberg y Mannheim, del lugar donde confluyen los ríos Neckar y Rin, y de la frontera con los estados de Hesse y Renania-Palatinado.